# Armando Puklavec
Armando Puklavec (* 1. Januar 1974 in Čakovec) ist ein kroatischer Bariton.

## Karriere
Armando Puklavec startete seine musikalische Ausbildung als Posaunist in der Klasse von Stjepan Rukljić an der Musikschule Varaždin. Mit 15 Jahren begann er mit dem Fach Solo-Gesang bei Darija Hreljanović.
An der Universität für Musik und darstellende Kunst in Wien diplomierte er in der Klasse von Ralf Döring und erwarb den Magistertitel in der Klasse von Kammersänger Robert Holl.
Seinen ersten Opernauftritt hatte Puklavec am Schlosstheater Schönbrunn in Wien als Jean-Baptiste Pouquelin/Molière in Rolf Liebermanns Oper Die Schule der Frauen. Sein Debüt als Eugen Onegin am Kroatischen Nationaltheater in Zagreb wurde sehr beachtet, und die Kritik bezeichnete es einstimmig als eine „echte Sensation“. Von da an folgten zahlreiche Auftritte an Opernbühnen als Rigoletto, Germont, Rodrigo Posa, Graf Luna in Verdi-Opern, wie auch als Tonio (Leoncavallo: Pagliacci), Figaro (Rossini: II barbiere di Siviglia), Kurwenal (Wagner: Tristan und Isolde), Marcello (Puccini: La Bohème), Escamillo (Bizet: Carmen), Herr Fluth (Otto Nicolai: Die lustigen Weiber von Windsor), Schaklowity (Mussorgski: Chowanschtschina), Papageno, Guglielmo, Belcore, Malatesta.
Puklavec trat im Goldenen Saal des Wiener Musikvereins in Orffs Carmina Burana und im Requiem von Fauré auf. Die Lieder eines fahrenden Gesellen von Gustav Mahler sang er in Krakau mit der Krakauer Philharmonie. Mit der Zagreber Philharmonie trat er im Weihnachtskonzert in Vukovar auf sowie im Deutschen Requiem von Johannes Brahms und in der Kantate Christen, ätzet diesen Tag, BWV 63, von J. S. Bach. Mit dem Michael Haydn-Orchester Bozen sang er die Kantate „In terra Pax“ von Frank Martin.
Der Bariton sang das Mozart-Requiem in der Zagreber Kathedrale anlässlich der 100. Wiederkehr des Geburtstages von Lovro v. Matačić. In der Salzburger Kathedrale sang er „Cum invicarem“ (Psalm 4) von Vatroslav Lisinski.
Er trat bei den Varaždiner Barockabenden im „Te Deum“ von G. F. Händel auf.
In der Basilika Altötting, der Votivkirche in Wien, im Cankar-Haus in Ljubljana und in Triest gab er die Partie des Augustin im Oratorium „Ad missam in Agris“ von August Ipavec.
Bass-Solo im Ballett „Pulcinella“ von Igor Strawinski in Split.
Oft trat Armando Puklavec als Interpret des deutschen Liedes (Schubert, Schumann, Brahms, Wolf, Beethoven …) auf, aber auch mit kroatischen und russischen Solostücken.
In mehrjähriger Zusammenarbeit mit dem Zagreber Quartett führte er in Prag und Čakovec den Zyklus „Pjesme moje majke“ von Josip Štolcer-Slavenski auf,  und in der Zagreber Mimara einen Liederzyklus von Vladimir Ruždjak „Pet međimurskih pjesama“, welchen er auch im Lisinski-Konzerthaus mit dem kroatischen Militärorchester zu Gehör brachte. Der Varaždiner Komponist Davor Bobić widmete ihm den Orchesterzyklus „Međimurske legende“.
2007 war Puklavec Erster Bariton an der Oper Sarajevo und ist mittlerweile freischaffender Künstler.

## Auszeichnungen
- 1. Preis im Posaunen-Wettbewerb, Križevci 1990
- 1. Preis im Posaunen-Wettbewerb, Belgrad 1990
- 1. Preis im Wettbewerb für Sologesang, Osijek 1991
- 2. Preis im Wettbewerb für Sologesang, Herceg Novi 1991
- 1. Preis beim Liedwettbewerb „Palma d'oro“, Finale Ligure
- Sonderpreis der Agentur Kulturkontakt beim 19. Hans-Gabor-Belvedere-Wettbewerb, Wien (2000)
- Preis der Agentur Slovkoncert, „Lucia Popp“, Bratislava
- 2. Preis beim Wettbewerb „Jugend musiziert“ und Preis Schloss Schielleiten, Leoben
- Preis der Krakauer Philharmonie beim Ada-Sari-Wettbewerb, Nowy Sącz, Polen
- 3. Preis beim Opernwettbewerb „Rolando Nicolosi“, Taranto
- 1. Preis beim Opernwettbewerb „Ondina Otta“, Maribor
- 1. Preis der „Internationalen Sommerakademie Wien-Prag-Budapest“, Baden bei Wien